# Großsteingrab Wollingst
Das Großsteingrab Wollingst war eine megalithische Grabanlage der jungsteinzeitlichen Trichterbecherkultur bei Wollingst, einer Ortschaft der Einheitsgemeinde Beverstedt im niedersächsischen Landkreis Cuxhaven. Es wurde im 19. oder frühen 20. Jahrhundert zerstört. Sein genauer Standort ist nicht überliefert. Auch über Ausrichtung, Maße und Grabtyp liegen keine näheren Angaben vor.